# Kullabygdens symfoniorkester
Kullabygdens Symfoniorkester (KSO) består av elever och lärare i kulturskolan i Höganäs samt andra musiker från Kullabygden och nordvästra Skåne. Orkestern bildades våren 1991, då som Kullabygdens musiksällskap. Initiativtagare var Ingemar Paulsson. Kullabygdens Symfoniorkester består av ca 30 medlemmar varav drygt hälften är under 30 år.
Orkestern har gjort många olika typer av konserter och samarbetat med körer från Danmark och Sverige, solister från Operahögskolan och dirigenter från Musikhögskolan i Stockholm.